# Bedias
Bedias est une municipalité américaine du comté de Grimes au Texas. Bedias comptait 442 habitants en 2009.